# Berlins distrikter
Berlin er både en by og en af Tysklands delstater. Byen er opdelt i tolv distrikter (tysk: Bezirke), også kendt som administrative distrikter, med hver sin distriktsforvaltning, selv om alle distrikterne er underlagt Berlins bystyre og delstatsregering.
Hver distrikt består af flere officielt anerkendte bydele (tysk: Ortsteile). Disse bydele har ofte en historisk identitet som tidligere uafhængige byer, landsbyer eller landkommuner. De blev forenet i 1920 som led i dannelsen af Storberlin. Bydelene har ikke deres egne politiske organer, men er anerkendt af byen og distrikterne i planlægnings- og statistisk sammenhæng. Ofte identificerer berlinerne sig mere med bydelene end med distrikterne.
Da Storberlin blev etableret i 1920, blev byen opdelt i 20 distrikter, hvoraf de fleste blev navngivet efter den største lokalitet i området, ofte en tidligere by eller kommune. I 2000 bestod Berlin af 23 distrikter, idet der var lavet tre nye distrikter i Østberlin. Ved en administrativ reform i 2001 blev disse slået sammen til de 12 distrikter, der udgør byen i dag. Der er i alt 96 anerkendte bydele som listet nedenfor.
| Distrikt                   | Befolkning pr. dec. 2020 | Areal in km² |
| -------------------------- | ------------------------ | ------------ |
| Charlottenburg-Wilmersdorf | 343.592                  | 64,7         |
| Friedrichshain-Kreuzberg   | 290.386                  | 20,2         |
| Lichtenberg                | 294.201                  | 52,1         |
| Marzahn-Hellersdorf        | 269.967                  | 61,7         |
| Mitte                      | 385.748                  | 39,5         |
| Neukölln                   | 329.917                  | 44,9         |
| Pankow                     | 409.335                  | 103          |
| Reinickendorf              | 266.408                  | 89,5         |
| Spandau                    | 245.197                  | 91,9         |
| Steglitz-Zehlendorf        | 310.071                  | 103          |
| Tempelhof-Schöneberg       | 332.140                  | 53,09        |
| Treptow-Köpenick           | 236.722                  | 168,42       |

## Distrikter og deres bydele
- Mitte
  - Gesundbrunnen
  - Hansaviertel
  - Mitte
  - Moabit
  - Tiergarten
  - Wedding

- Friedrichshain-Kreuzberg
  - Friedrichshain
  - Kreuzberg

- Pankow
  - Blankenburg
  - Blankenfelde
  - Buch
  - Französisch Buchholz
  - Heinersdorf
  - Karow
  - Niederschönhausen
  - Pankow
  - Prenzlauer Berg
  - Rosenthal
  - Stadtrandsiedlung Malchow
  - Weißensee
  - Wilhelmsruh

- Charlottenburg-Wilmersdorf
  - Charlottenburg
  - Charlottenburg-Nord
  - Grunewald
  - Halensee
  - Schmargendorf
  - Westend
  - Wilmersdorf

- Spandau
  - Falkenhagener Feld
  - Gatow
  - Hakenfelde
  - Haselhorst
  - Kladow
  - Siemensstadt
  - Spandau
  - Staaken
  - Wilhelmstadt

- Steglitz-Zehlendorf
  - Dahlem
  - Lankwitz
  - Lichterfelde
  - Nikolassee
  - Steglitz
  - Wannsee
  - Zehlendorf

- Tempelhof-Schöneberg
  - Friedenau
  - Lichtenrade
  - Mariendorf
  - Marienfelde
  - Schöneberg
  - Tempelhof

- Neukölln
  - Britz
  - Buckow
  - Gropiusstadt
  - Neukölln
  - Rudow

- Treptow-Köpenick
  - Adlershof
  - Altglienicke
  - Alt-Treptow
  - Baumschulenweg
  - Bohnsdorf
  - Friedrichshagen
  - Grünau
  - Johannisthal
  - Köpenick
  - Müggelheim
  - Niederschöneweide
  - Oberschöneweide
  - Plänterwald
  - Rahnsdorf
  - Schmöckwitz

- Marzahn-Hellersdorf
  - Biesdorf
  - Hellersdorf
  - Kaulsdorf
  - Mahlsdorf
  - Marzahn

- Lichtenberg
  - Alt-Hohenschönhausen
  - Falkenberg
  - Fennpfuhl
  - Friedrichsfelde
  - Karlshorst
  - Lichtenberg
  - Malchow
  - Neu-Hohenschönhausen
  - Rummelsburg
  - Wartenberg
  - Weißensee

- Reinickendorf
  - Frohnau
  - Konradshöhe
  - Heiligensee
  - Hermsdorf
  - Lübars
  - Märkisches Viertel
  - Reinickendorf
  - Tegel
  - Waidmannslust
  - Wittenau

52°30′N 13°36′Ø / 52.5°N 13.6°Ø